# PcVue
PcVue è un software SCADA sviluppato dalla società francese ARC Informatique, la cui prima versione, per sistema operativo MS-DOS, risale al 1985.
A parte una breve parentesi nei primi anni del 1990 in cui veniva sviluppata e mantenuta anche una versione OS/2, lo sviluppo è proseguito successivamente verso la sola piattaforma Windows.
PcVue integra gli standard d'interfaccia utente Microsoft e le funzioni di sicurezza di Windows XP e Server 2003 ed è stato sviluppato applicando diverse tecnologie Microsoft: Visual C#, MFC, ActiveX and .NET. 
PcVue è una soluzione dedicata alle applicazioni di supervisione dei processi industriali, di utilities e di infrastrutture, inoltre è adatto sia a semplici applicazioni mono-stazione sia a complesse applicazioni client/server con architettura ridondante.

## Caratteristiche
Per facilitare l'apprendimento di PcVue la configurazione utilizza le regole di presentazione standard adottate dagli ambienti Microsoft Windows. PcVue è fornito con progetti campione ed un manuale didattico  insieme alle funzioni di help in linea. Tutti i parametri di configurazione, inclusa la interfaccia grafica, il data base strutturato e la comunicazione industriale fra stazioni di supervisione, possono essere modificati e validati on line mentre lo SCADA continua a operare. PcVue è in grado di gestire animazioni preconfigurate basate su variabili elementari, gruppi di variabili o espressioni di calcolo. Le animazioni disponibili vanno dal semplice cambiamento di colore fino a macro di animazione usate per creare display di trend, allarmi o log di eventi. Tutte queste animazioni possiedono numerose opzioni accessibili tramite box di dialogo. Applicate a oggetti grafici singolarmente o in combinazione, non necessitano di alcuno script di programmazione.
Il motore grafico integrato facilita la generazione di interfacce utente attraverso il disegno vettoriale, import di immagini e oggetti 3D DirectX da software CAD, l'inserimento di video clip e controlli ActiveX con proprietà modificabili run time, rotazione libera di testi e disegni, colori e trasparenze.
Il software viene fornito con librerie di oggetti animati 2D o 3D. Ogni oggetto di una libreria è facilmente modificabile e l'oggetto modificato può essere salvato a sua volta nella libreria senza bisogno di alcuno strumento specifico.
La modifica della forma, di un colore, di una caratteristica dell'oggetto o l'aggiunta di una nuova variabile permette di disporre di un nuovo oggetto riutilizzabile. Risulta così possibile costruire 
librerie personalizzate.
PcVue supporta un'ampia gamma di protocolli di comunicazione seriali e TCP/IP per i principali costruttori di apparati industriali.
PcVue include sia un client OPC sia un server (Data Access 1.2 e 2.0) per scambio di dati in tempo reale con server di comunicazione di terze parti.